# Septogloeum equiseti
Septogloeum equiseti är en svampart som beskrevs av Tehon 1937. Septogloeum equiseti ingår i släktet Septogloeum, divisionen sporsäcksvampar och riket svampar.   Inga underarter finns listade i Catalogue of Life.